# Ponte Gazi Mihal
Il ponte Gazi Mihal (in turco Gazi Mihal Köprüsü) è un ponte ad arco ottomano della città turca di Edirne (in età bizantina Adrianopoli, in greco-bizantino Αδριανούπολις), che fu antica capitale ottomana prima di Costantinopoli/Istanbul). 
Si trova nella parte occidentale della città, lungo la vecchia strada che conduce verso la Bulgaria, e attraversa il fiume Tunca. Alla sua estremità occidentale si trova la moschea di Gazi Mihal, mentre a quella orientale la moschea di Şah Melek.

## Storia e descrizione
Un primo ponte fu costruito durante il regno dell'imperatore bizantino Michele VIII Paleologo nel XIII secolo. Nel 1402, quando Adrianopoli era stata conquistata dagli Ottomani ormai da quarant'anni, la struttura venne ricostruita dai discendenti del dignitario Gazi Mihal, uno dei primi nobili bizantini a convertirsi all'Islam. Nel 1544, durante il regno di Solimano il Magnifico, furono costruite otto nuove arcate nella porzione occidentale, mentre sotto il sultanato di Maometto III, furono ricostruite due arcate della sezione centrale.
Le ultime modifiche furono apportate nel 1900 quando, per volontà del sultano Abdul Hamid II, un gruppo di architetti italiani ricostruì il ponte. Oggigiorno è chiuso al traffico automobilistico ed è riservato esclusivamente a quello pedonale. È caratterizzato da sedici arcate.